# Norman Wells
Norman Wells ist eine Gemeinde im kanadischen Nordwest-Territorium. Die Gemeinde gehört zur Sahtu Region und ist nur eine von vier Gemeinden im Territorium, welche den Status einer Stadt (Town) hat. Norman Wells liegt am Nordufer des Mackenzie River zwischen den Richardson Mountains im Norden und den Franklin Mountains im Süden.
Die Gemeinde liegt nahe dem nördlichen Polarkreis und es herrscht hier, gemäß der Klimaklassifikation nach Köppen und Geiger, ein subarktisches Klima (Dfc).

## Demographie
Der Zensus im Jahr 2016 ergab für die Gemeinde eine Bevölkerungszahl von 778 Einwohnern, nachdem der Zensus im Jahr 2011 für die Gemeinde lediglich eine Bevölkerungszahl von 727 Einwohnern ergab. Die Bevölkerung hat dabei im Vergleich zum letzten Zensus im Jahr 2011 um 7,0 % zugenommen und liegt damit weit über dem Durchschnitt des Territoriums mit einer Bevölkerungszunahme um 0,8 %.

## Verkehr
Die Gemeinde ist auf dem Landweg nur schlecht zu erreichen. Eine bereits im Zweiten Weltkrieg projektierte Straße, die Canol Road, verbindet den Ort jedoch mit dem Alaska Highway. Die Straße ist auf dem Gebiet der North West Territories nicht mehr befahrbar, wird aber inzwischen als Wander- und Mountainbiketrail verwendet. Unmittelbar nördlich der Gemeinde liegt der Norman Wells Airport (IATA-Flughafencode: YVQ, ICAO-Code: CYVQ, Transport Canada Identifier: –) mit einer 1.828 Meter langen, asphaltierten Start- und Landebahn.